# Horta, Mexiko
Horta är en ort i Mexiko.   Den ligger i kommunen Abasolo och delstaten Guanajuato, i den centrala delen av landet, 280 km nordväst om huvudstaden Mexico City. Horta ligger 1 709 meter över havet och antalet invånare är 655.
Terrängen runt Horta är platt åt sydost, men åt nordväst är den kuperad. Terrängen runt Horta sluttar söderut. Runt Horta är det tätbefolkat, med 369 invånare per kvadratkilometer. Närmaste större samhälle är Irapuato, 16,9 km öster om Horta. Trakten runt Horta består till största delen av jordbruksmark.